# Ruostejärvi
Ruostejärvi är en sjö i Gällivare kommun i Lappland och ingår i Kalixälvens huvudavrinningsområde. Sjön har en area på 0,0772 kvadratkilometer och ligger 460,4 meter över havet.

## Delavrinningsområde
Ruostejärvi ingår i det delavrinningsområde (747710-173578) som SMHI kallar för Ovan Heikkamajoki. Medelhöjden är 446 meter över havet och ytan är 38,55 kvadratkilometer. Det finns inga avrinningsområden uppströms utan avrinningsområdet är högsta punkten. Valtiojoki som avvattnar avrinningsområdet har biflödesordning 4, vilket innebär att vattnet flödar genom totalt 4 vattendrag innan det når havet efter 217 kilometer. Avrinningsområdet består mestadels av skog (74 procent) och sankmarker (26 procent). Avrinningsområdet har 0,08 kvadratkilometer vattenytor vilket ger det en sjöprocent på 0,2 procent.